# Juan Bautista de Toledo

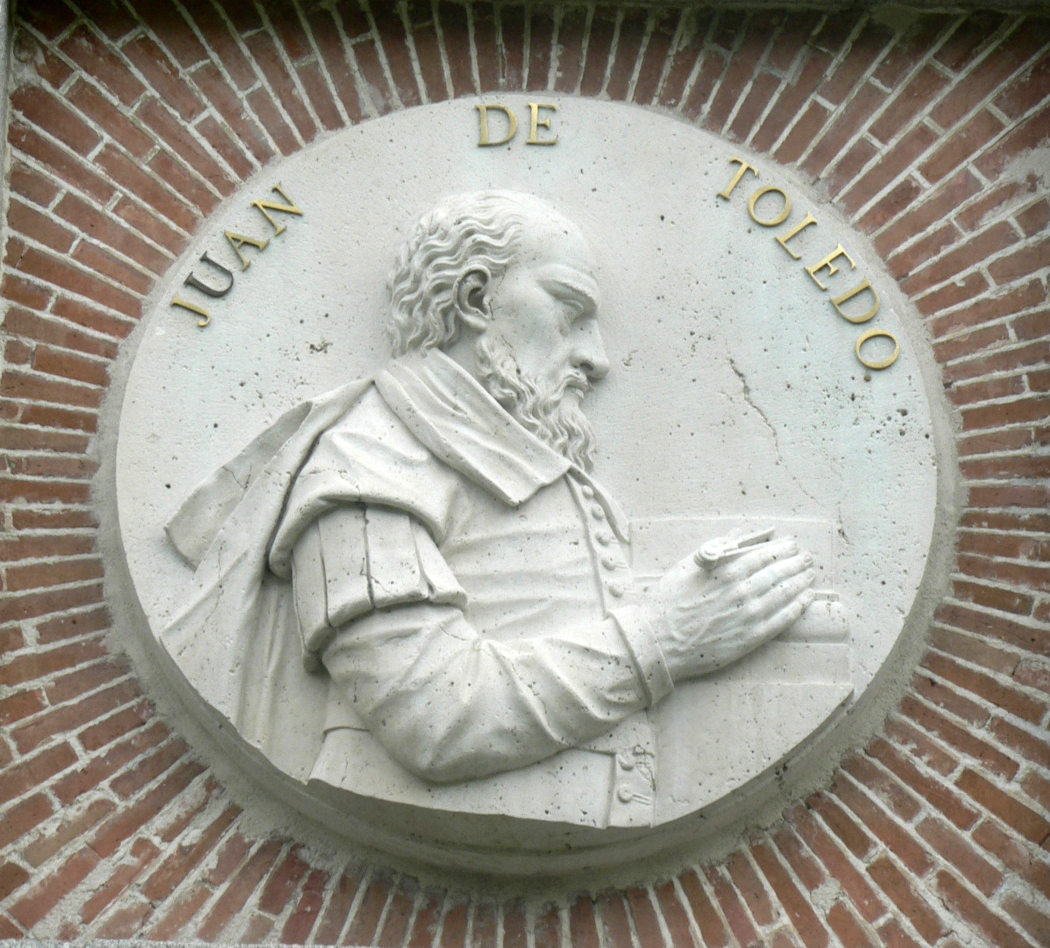
Juan Bautista de Toledo, retrato idealizado en el Museo del Prado.

Juan Bautista de Toledo (Toledo o Madrid, alrededor de 1515 - Madrid, 10 de mayo de 1567) fue un arquitecto renacentista español, uno de los más destacados de su tiempo, con excepcional experiencia en urbanismo e ingeniería militar e hidráulica. Es conocido por haber dado las trazas generales para la construcción del Real Monasterio de El Escorial, su obra magna.

## Vida y obra
La personalidad y biografía de Juan Bautista de Toledo son bastante enigmáticas, pues se conocen pocas fechas y datos concretos que estén contrastados fehacientemente.
El escultor y orfebre Juan de Arfe, que ayudó a Pompeo Leoni en sus trabajos escultóricos en el altar mayor de la Basílica de El Escorial, da fe de que Juan Bautista de Toledo nació en Madrid. En reconocimiento a su presunto origen madrileño, en la Casa de la Villa (antigua sede del Ayuntamiento de Madrid) se erigió en el siglo XIX un busto a su memoria.
Fray José de Sigüenza describe a Juan Bautista de Toledo como: “Varón de gran juicio y escultor, que entendía bien el diseño, sabía lengua latina y griega, y tenía mucha noticia de filosofía y matemáticas, y al fin se hallaban en él muchas partes que Vitrubio, príncipe de los arquitectos, quiere que tengan los que han de ejercitar la arquitectura y llamarse maestros en ella.”
Juan Bautista de Toledo fue conocido en Florencia y Roma como Giovanni Battista de Alfonsis. Ambos arquitectos tienen la misma caligrafía.
Es posible que su verdadero nombre fuera Juan Bautista de Alfonsis. En el Monasterio de El Escorial, el 23 de abril de 1563, en la ceremonia de colocación de la primera piedra, Juan Bautista escribió sobre la cara visible del sillar: "JOANNES BAPTISTA ARCHITECTUS MAJOR. IX KAL MAII": 9 días antes de las calendas del mes de mayo (23 de abril). Bajo el nombre de "Joanne Bapta Hispano", el papa Pablo III le nombró el 18 de diciembre de 1546 arquitecto adjunto de la Basílica de San Pedro, que se construía por entonces.
En su etapa romana, Juan Bautista estuvo muy cercano a Miguel Ángel, arquitecto jefe de las obras de la Basílica. El 26 de febrero de 1547, «Miguel Ángel (…) informó al maestro florentino de albañilería Niccolo que tenía que seguir las órdenes de Giovanni Battista de Alfonsis, que he elegido para suceder a Labacco (…)».
Probablemente, Juan Bautista de Toledo trabajó, con el nombre de Giovanni Battista de Alfonsis, como asistente de Antonio da Sangallo el Joven en la Fortaleza da Basso de Florencia y en la Basílica de San Pedro de Roma.
Antes de morir Pablo III, 1549, llamado por el virrey Pedro de Toledo, se trasladó a Nápoles para trabajar como arquitecto de Carlos V. Allí diseñó, restauró y urbanizó la Strada di Toledo (desde 1870, llamada Strada di Roma), la iglesia de San Giacomo degli Spagnuoli; los bastiones del Castel Nuovo; el palacio del Posillipo, el Castel Sant'Elmo y varias fuentes.
En 1559, fue llamado a Madrid por el rey Felipe II para, en calidad de arquitecto real, con un salario de 220 ducados, ocuparse de las obras reales, pero sobre todo para diseñar y construir el Real Monasterio de El Escorial y urbanizar su entorno. Este fue concebido como una ciudad real, palaciega y monacal, hibridación de lo que en otras épocas se habría denominado señorío de realengo y señorío de abadengo o priorato. Mientras iba tomando cuerpo la idea de esta magna obra, tanto en la mente del rey como en la del arquitecto, Juan Bautista trabajó en el Palacio Real de Aranjuez, San Jerónimo el Real, Casa de Campo, Alcázar de Toledo, Casa Real de Aceca y Alcázar de Madrid. También trazó la fachada del convento de las Descalzas Reales de Madrid, caracterizada, como sus restantes obras, por la desnudez y severidad decorativas, el predominio de lo estructural y el despojamiento de elementos superfluos.
El Escorial gravitaba sobre tres peculiares conjuntos arquitectónicos con funciones diferenciadas: la villa de El Escorial, para los cortesanos y el alcalde mayor; el monasterio, para Dios y el rey; y La Granjilla de La Fresneda para expansión y divertimento del rey y descanso de los monjes jerónimos.

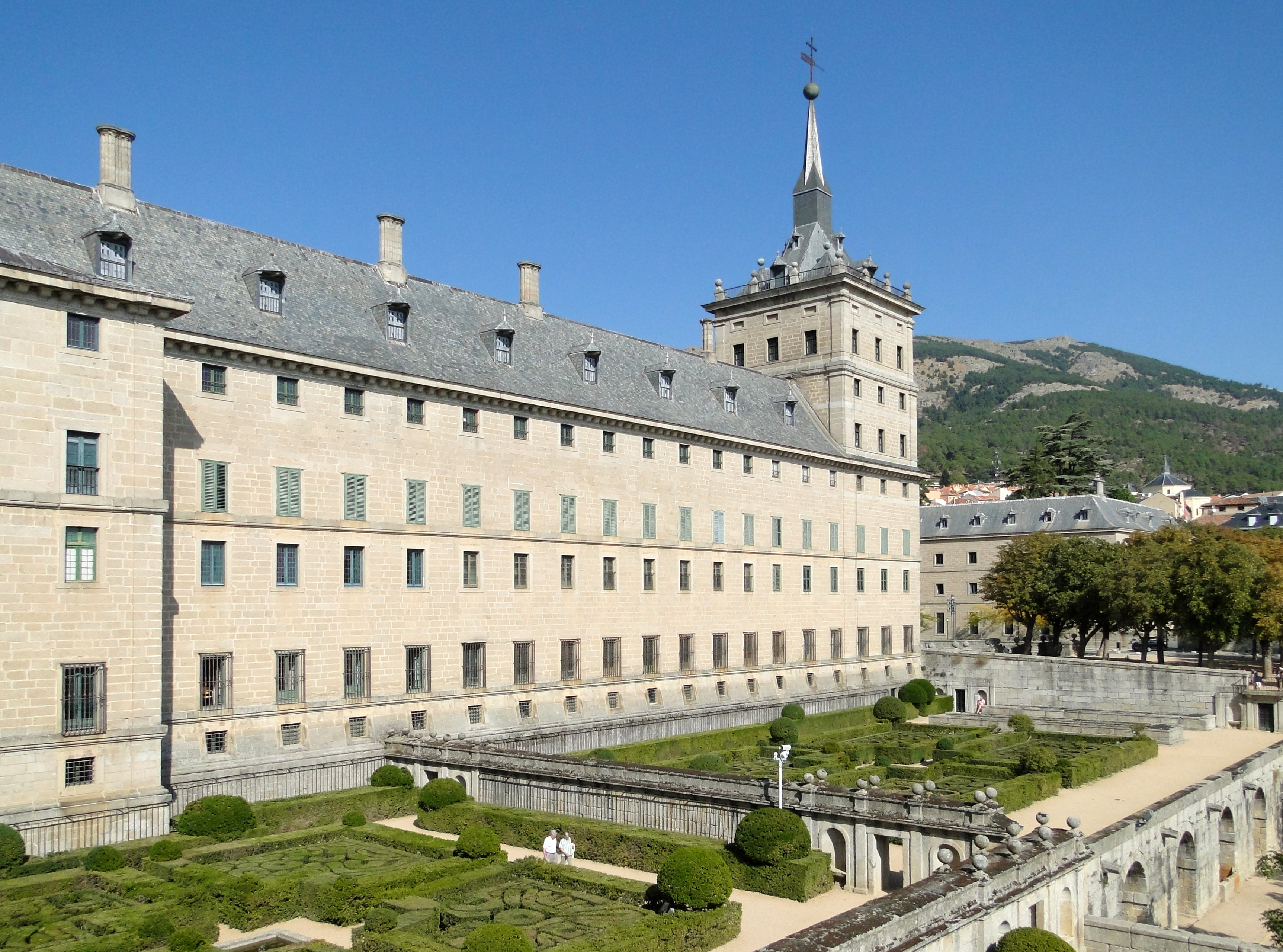
Monasterio de El Escorial, obra cumbre de Juan Bautista de Toledo.

En 1562, Juan Bautista entregó al monarca la «Traza universal», los planos más representativos del monasterio y que debían servir de guía y modelo definitivos para la construcción del complejo. Bajo su dirección, el 23 de abril de 1563, se puso la primera piedra del edificio. En la cara visible, Juan Bautista escribió: JOANNES BAPTISTA ARCHITECTUS MAJOR. IX KAL MAII; en un lateral: DEUS O.M. (Optimus Maximus) OPERI ASPICIAT; y en el otro: PHILIPUS II. HISPANIARUM REX A FUNDAMENTIS EREXIT MDLXIII: "En 23 días del mes de abril, día de San Jorge mártir, deste año de 1563 se puso la primera piedra del monasterio en el cimiento del refectorio, debajo de la silla del prior, que es en la bodega, debajo del dicho refectorio, la cual piedra es cuadrada y está escrita por todas partes, que da a entender quien es el fundador, y quien es el arquitecto y el día y año en que se pone".
El arquitecto murió en 1567 sin ver terminada la colosal obra. Dejó prácticamente terminada La Granjilla de La Fresneda, el Patio de los Evangelistas y los claustros menores del Monasterio y el viario que unía la villa de El Escorial con La Granjilla, con el Monasterio y con el camino real de Madrid. Su ayudante Juan de Herrera y posteriormente Juan Gómez de Mora terminaron el proyecto.
Juan Bautista de Toledo trazó también La Granjilla de La Fresneda. En este lugar intervinieron también los arquitectos reales Gaspar de Vega y Juan de Herrera. Los holandeses Petre Janson y Spond señalaron los lugares idóneos para los estanques y presas del sistema hidráulico. A su vez, fray Marcos de Cardona diseñó los jardines. A la muerte de Juan Bautista, posiblemente, Juanelo Turriano, ingeniero hidráulico de Felipe II, se encargó de terminar los acueductos (la cacera del río Aulencia) y estanques de La Granjilla.
También proyectó el Jardín del Rey del Palacio Real de Aranjuez (segunda mitad del siglo XVI). Es un jardín cerrado adosado al lado sur del Palacio, que sigue el modelo renacentista italiano de jardín secreto y privado. Aunque proyectado en el reinado de Felipe II por Juan Bautista de Toledo, fue ejecutado por Herrera a partir de 1577.
Murió el 10 de mayo de 1567 en Madrid. Fue enterrado en la Iglesia de la Santa Cruz, en el coro del primitivo Convento de santo Tomás de los padres dominicos.